# ۸۸۰ (قمری)
۸۸۰ (قمری)، هشتصد و هشتادمین سال در گاهشماری هجری قمری است. اول محرم این سال برابر با شانزدهم مه سال ۱۴۷۵ میلادی است.

## درگذشتگان
- نشوان بنت عبدالله، بانوی محدث مصری

## وابسته
- شیخ حیدر